# Хутхульский сельсовет
Хутхульский сельсовет — административно-территориальная единица и муниципальное образование со статусом сельского поселения в Агульском районе Дагестана Российской Федерации.
Административный центр — село Хутхул.

## Население
| 1926 | 1939 | 1959 | 1970  | 1989 | 2002 | 2008 |
| ---- | ---- | ---- | ----- | ---- | ---- | ---- |
| 905  | ↗986 | ↘741 | ↗1096 | ↘708 | ↗976 | ↗978 |
| 2010 | 2012 | 2013 | 2014  | 2015 | 2016 | 2017 |
| ↘910 | ↘884 | ↘848 | ↘813  | ↗814 | ↘803 | ↘797 |
| 2018 | 2019 | 2020 | 2021  | 2023 | 2024 |      |
| ↘790 | ↘768 | ↘753 | ↗788  | ↗789 | ↗799 |      |

## Состав
| № | Населённый пункт | Тип населённого пункта       | Население |
| - | ---------------- | ---------------------------- | --------- |
| 1 | Миси             | село                         | ↘247      |
| 2 | Хутхул           | село, административный центр | ↘541      |